# Sophie Sichart von Sichartshoff
Sophie Sichart von Sichartshoff (* 7. Juli 1832 in Hannover; † 7. Februar 1902 in Kloster Wennigsen) war eine deutsche Schriftstellerin.
Ihr Vater war der Generalleutnant Louis Sichart von Sichartshoff.
Sophie Sichart verfasste zahlreiche Gedichte, die zu ihren Lebzeiten sehr populär wurden.
Sie lebte zeitweise in der Altmark.

## Ehrungen

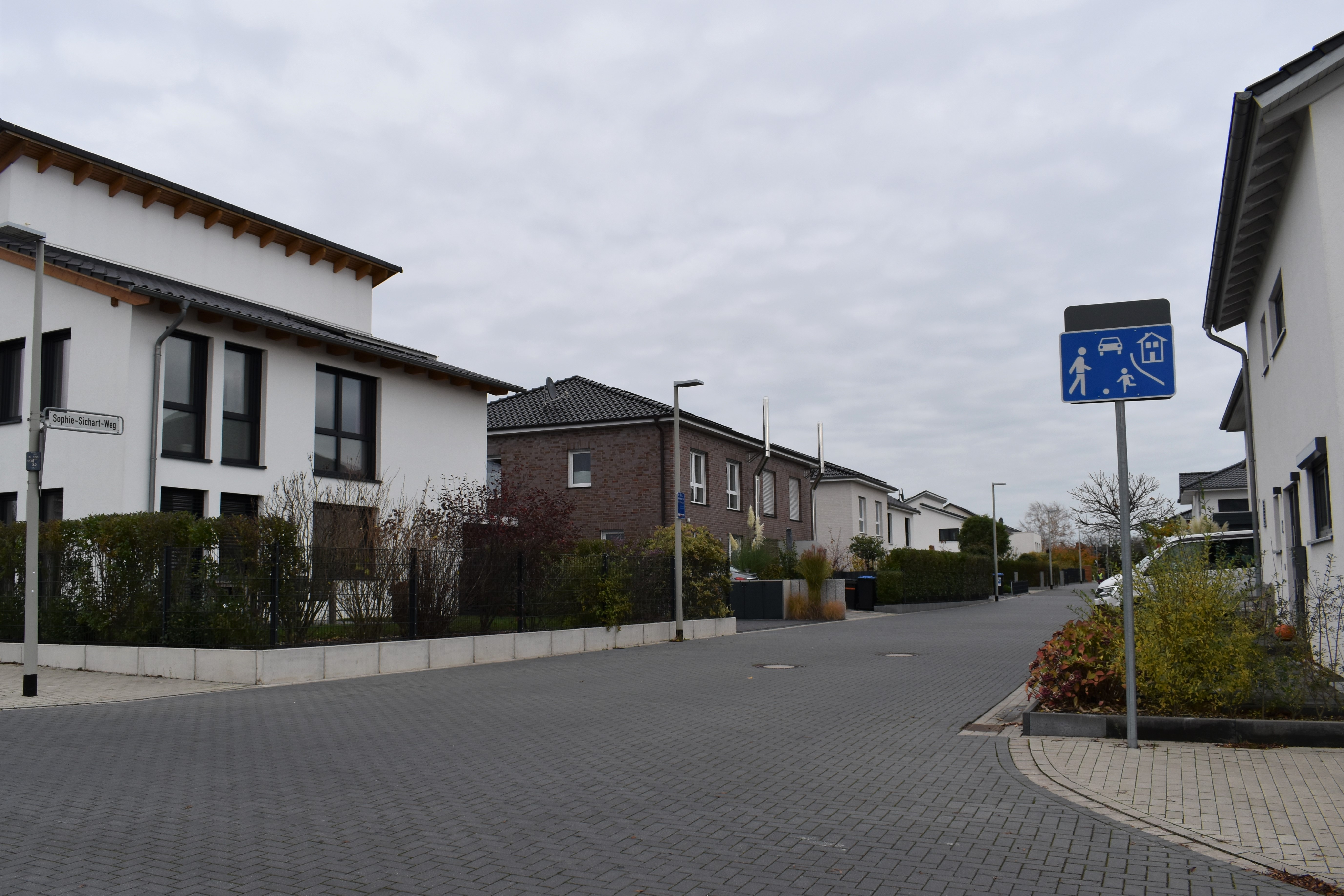
Der Sophie-Sichart-Weg in Hannover-Wettbergen

Die Stadt Hannover hat 2011 im Stadtteil Wettbergen eine Straße nach ihr benannt.

## Werke
- Gedichte von Sophie von Sichart. 1896.
- Mondveilchen, (Lunaria). 1897.
- Mären und Sagen aus dem östlichen Winkel des Kreises Osterburg (Märchen) 1898 Berlin
- Passionsblumen – Gedichte. 1900.